# Saint-Flour-de-Mercoire
Saint-Flour-de-Mercoire là một xã ở tỉnh Lozère trong vùng Occitanie, phía nam nước Pháp.